# Panjiayuan antikmarknad

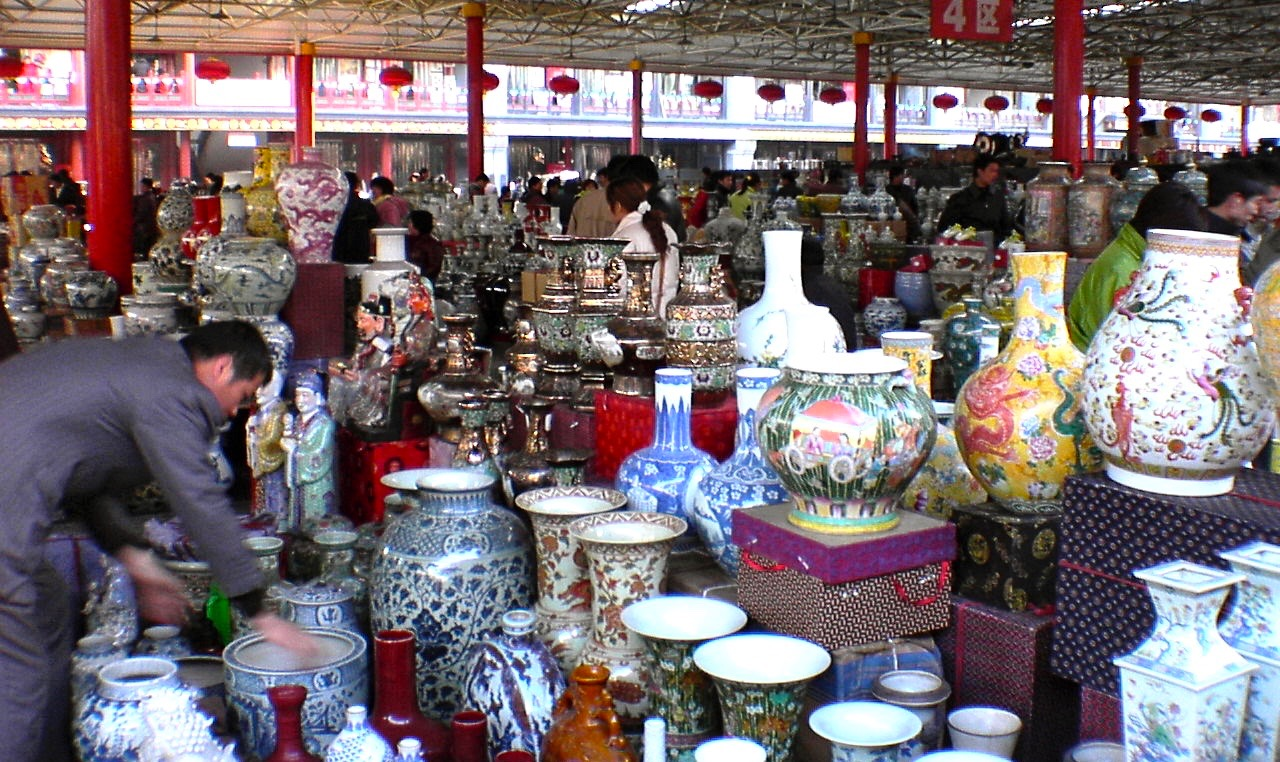
Panjiayuan antikmarknad i Peking

Panjiayuan antikmarknad (潘家园; Pānjiāyuán) är världens största antikmarknad och ligger i Chaoyangdistriktet i Peking i Kina. Marknaden, som grundades 1992, har över 4 000 försäljare på en yta på 48 500 m2. Det säljs t.ex. smycken, möbler, vaser, tyger, fotografier, statyer, prydnadssaker, kalligrafiutrustning och böcker.
På helgerna besöks marknaden av ibland upp till 70 000 personer och omsätter årligen flera hundra miljoner RMB.
| Pekings tunnelbana |          |                     |
|                    | Linje 10 | Panjiayuan (潘家园) |